# Бямбын Тувшинбат
Тувшинбат Бямбын (монг. Бямбын Түвшинбат; род. 27 марта 1987 года) — монгольский боксёр-любитель, призёр Чемпионатов Азии (2007, 2011, 2015, 2017), призёр Летней Универсиады (2013), участник Олимпийских игр (2012).

## Биография
Родился в городе Улан-Батор (МНР).
Участвовал в различных турнирах, таких как Чемпионаты Азии по боксу 2007, 2011, 2015 и 2017 годов, где завоевал серебряную и три бронзовые медали соответственно, Летние Азиатские игры 2006 и 2010 годов, чемпионат Мира среди студентов по боксу (2006, 2010), Летняя Универсиада (2013) в Казани.
Также участвовал на Летних олимпийских играх 2012 года в Лондоне в категории до 69 кг, где проиграл на стадии 1/8 французу Алексису Вастину.